# Nowhere Boy
Nowhere Boy è un film del 2009 diretto da Sam Taylor-Johnson.
È un film biografico incentrato sull'adolescenza di John Lennon, debutto alla regia dell'artista concettuale Sam Taylor-Johnson, all'epoca chiamata col cognome da nubile Taylor-Wood.
La pellicola si basa sul libro Imagine: Growing Up with My Brother John Lennon (pubblicato in Italia da Giulio Perrone Editore con il titolo "Imagine this. Io e mio fratello John Lennon") scritto da Julia Baird, sorellastra di Lennon. Il film racconta l'adolescenza di Lennon e i suoi primi approcci alla musica, l'amicizia con Paul McCartney, la fondazione della prima band The Quarrymen, pre-Beatles, e il rapporto con due figure femminili importanti: la zia, Mimi Smith, e la madre, Julia Lennon.
John Lennon è interpretato da Aaron Taylor-Johnson, Thomas Brodie-Sangster interpreta Paul McCartney, mentre Kristin Scott Thomas e Anne-Marie Duff sono rispettivamente la zia e la madre di Lennon.

## Trama
Liverpool, 1955. John è uno studente svogliato che vive con gli zii Mimi e George. Non sa nemmeno dove siano i suoi genitori, fin quando, dopo la morte dello zio, non incontra la mamma Julia. Questa abita a pochissima distanza da lui e vive con un compagno e le sue due piccole figlie. Tra Julia e John nasce una grande complicità, tanto che quando lui viene sospeso dalla scuola dopo l'ennesima bravata, di nascosto da Mimi lei lo ospita in casa insegnandogli a suonare il banjo e introducendolo all'ascolto della musica rock.
John si appassiona al rock e, comprata la prima chitarra, forma un gruppo, The Quarrymen, con alcuni compagni di scuola. Col passare dei mesi il gruppo cresce di popolarità e presto vi si aggiunge un nuovo elemento esterno alla scuola, il giovane Paul McCartney, talentuoso chitarrista, conosciuto alla loro prima esibizione dal vivo alla chiesa locale. Tramite Paul, nella band entrerà anche George Harrison: John ne rimane colpito dopo averlo sottoposto ad un'audizione improvvisata su un autobus. Al compimento dei diciassette anni, John vuole che gli si sveli la fine del padre. Da tale richiesta scaturisce un doloroso ma inevitabile confronto, nel quale Mimi svela finalmente al ragazzo la verità sulla sua infanzia e sul comportamento sconsiderato della madre: Julia, con John piccolissimo, lasciò il marito Alf per un altro uomo, un soldato, col quale ebbe un'altra figlia, data poi in adozione.
Alf, tornato a Liverpool dopo la fine della seconda guerra mondiale, decise di portare il bambino con sé in Nuova Zelanda ma Julia si oppose e allora fu chiesto di scegliere al piccolo John, di soli cinque anni. Lui scelse il padre, ma qui intervenne Mimi che forzò le cose per tenere il bambino con sé. John, scombussolato dalle rivelazioni sul suo passato, decide di andare via di casa. Nei giorni seguenti Julia e Mimi tornano a frequentarsi affettuosamente per la gioia di John, passato a studiare in una scuola d'arte e tornato anche lui in buoni rapporti con la madre. Questa però muore improvvisamente, investita da un'auto. Lennon è distrutto e alterato dalla perdita della madre, grazie alla quale si era riconciliato con la zia Mimi. Anche i rapporti tra lui e la band si incrinano, arrivando persino a sferrare un pugno a Paul. Tuttavia, riescono ad uscirne più uniti e poco dopo registrano il loro primo singolo, In Spite of All the Danger, scritto da Paul e George.
Due anni dopo la morte della madre, nel 1960, John ha ormai deciso di voler seguire la strada della musica, ma deve chiedere alla zia il proprio certificato di nascita e una firma sul modulo necessario a ottenere il passaporto per andare all'estero col suo nuovo gruppo, i Beatles. Da un messaggio in sovraimpressione sulla scena finale del film, nella quale il ragazzo lascia sua zia e la sua casa di Liverpool, apprendiamo che John chiamò Mimi appena arrivato ad Amburgo e così continuò ogni settimana, fino alla fine della sua vita.

## Produzione
Le riprese sono iniziate a Liverpool ed agli Ealing Studios l'8 marzo 2009. Per il film è stato stanziato un budget che ammonta a più di un milione di sterline dal UK Film Council Premier Fund, inoltre ha ricevuto una sovvenzione da Film4, la divisione del cinema di Channel 4.
Thomas Sangster, già capace di suonare la chitarra con la destra, ha dovuto imparare ad utilizzare la sinistra per interpretare il mancino McCartney, nelle scene in cui Lennon e McCartney stanno formando la band dei The Quarrymen, poi rinominata in The Beatles. I produttori del film hanno negoziato con Yōko Ono per utilizzare i brani di Lennon nel film, che si vanno ad aggiungere alla colonna sonora curata dal duo elettronico Goldfrapp.

## Distribuzione
Icon Film Distribution ha distribuito il film in Gran Bretagna il 26 dicembre 2009, la Mars Distribution ha ottenuto i diritti per la distribuzione in Francia mentre la The Weinstein Company si è occupata della distribuzione della pellicola negli Stati Uniti, Germania e America Latina.
L'anteprima mondiale del film è avvenuta il 29 ottobre 2009 durante la serata conclusiva del London Film Festival. Il 13 novembre 2009 il film ha aperto la 27ª edizione del Torino Film Festival. La 01 Distribution ha distribuito la pellicola in Italia il 3 dicembre 2010.
Il 14 maggio 2011, gli Abbey Road, nota tribute band italiana dei Beatles, in collaborazione con 01 Distribution e Rai Cinema, ne hanno ufficializzato l'uscita in DVD e Blu-Ray a Milano, con un concerto dedicato interamente all'adolescenza di John.

## Riconoscimenti
- 2009 - British Independent Film Awards
  - Miglior attrice non protagonista (Anne-Marie Duff)